# Mustijoki (vattendrag i Lappland, lat 67,52, long 23,73)
Mustijoki är ett vattendrag i Finland. Det förbinder Mustijärvi med Tapojoki och  ingår i Torne älvs huvudavrinningsområde.  Det ligger i landskapet Lappland, i den norra delen av landet, 800 km norr om huvudstaden Helsingfors.